# Lista de prefeitos de Arapoti
Esta é a lista de prefeitos do município de Arapoti, estado brasileiro do Paraná.
| Nº | Nome                      | Imagem                         | Partido                                      | Início do mandato       | Fim do mandato                          | Observações                               |
| 1  | Rubens Guasque            |                                | Partido Social Democrático PSD               | 18 de dezembro de 1955  | 30 de janeiro de 1960                   | Prefeito eleito em sufrágio universal     |
| 2  | Bianor Nunes              |                                | Partido Trabalhista Brasileiro PTB           | 31 janeiro de 1960      | 30 de janeiro de 1964                   | Prefeito eleito em sufrágio universal     |
| 3  | Emílio Carneiro Kluppel   |                                | Partido Trabalhista Brasileiro PTB           | 31 de janeiro de 1964   | 30 de janeiro de 1969                   | Prefeito eleito em sufrágio universal     |
| 4  | Bianor Nunes              |                                | Aliança Renovadora Nacional ARENA            | 31 de janeiro de 1969   | 30 de janeiro de 1973                   | Prefeito eleito em sufrágio universal     |
| 5  | Emílio Carneiro Kluppel   |                                | Aliança Renovadora Nacional ARENA            | 31 de janeiro de 1973   | 31 de janeiro de 1977                   | Prefeito eleito em sufrágio universal     |
| 6  | Dirceu Novochadlo         |                                | Aliança Renovadora Nacional ARENA            | 1° de fevereiro de 1977 | 31 de janeiro de 1983                   | Prefeito eleito em sufrágio universal     |
| 7  | Luiz Fernando de Masi     |                                | Partido Democrático Social PDS               | 1° de fevereiro de 1983 | 31 de dezembro de 1988                  | Prefeito eleito em sufrágio universal     |
| 8  | Homar Negrão              |                                | Partido Liberal PL                           | 1º de janeiro de 1989   | 31 de dezembro de 1992                  | Prefeito eleito em sufrágio universal     |
| 9  | Emiliano Carneiro Kluppel |                                | Partido Trabalhista Brasileiro PTB           | 1º de janeiro de 1993   | 31 de dezembro de 1996                  | Prefeito eleito em sufrágio universal     |
| 10 | Luiz Fernando de Masi     |                                | Partido da Social Democracia Brasileira PSDB | 1º de janeiro de 1997   | 31 de dezembro de 2000                  | Prefeito eleito em sufrágio universal     |
| 11 | Emiliano Carneiro Kluppel |                                | Partido Socialista Brasileiro PSB            | 1º de janeiro de 2001   | 31 de dezembro de 2004                  | Prefeito eleito em sufrágio universal     |
| 12 | Luiz Fernando de Masi     |                                | Partido da Social Democracia Brasileira PSDB | 1º de janeiro de 2005   | 31 de dezembro de 2008                  | Prefeito eleito em sufrágio universal     |
| 12 | Luiz Fernando de Masi     | 1º de janeiro de 2009          | Partido da Social Democracia Brasileira PSDB | 31 de dezembro de 2012  | Prefeito reeleito em sufrágio universal |                                           |
| 13 | Braz Rizzi                |                                | Democratas DEM                               | 1º de janeiro de 2013   | 31 de dezembro de 2016                  | Prefeito eleito em sufrágio universal     |
| 13 | Braz Rizzi                | 1º de janeiro de 2017          | Democratas DEM                               | 17 de setembro de 2017  | Prefeito reeleito em sufrágio universal |                                           |
| 14 | Nerilda Aparecida Penna   |                                | Partido Progressista PP                      | 18 de setembro de 2017  | 31 de dezembro de 2020                  | Vice-prefeita eleita no cargo de prefeita |
| 15 | Irani José Barros         |                                | Partido da Social Democracia Brasileira PSDB | 1º de janeiro de 2021   | 31 de dezembro de 2024                  | Prefeito eleito em sufrágio universal     |
| 15 | Irani José Barros         | Partido Social Democrático PSD | 1° de janeiro de 2025                        | Atualidade              | Prefeito releito em sufrágio universal  |                                           |